# グルンガスト
グルンガスト（英語: Grungust）とは、バンダイナムコゲームスのコンピュータゲーム『スーパーロボット大戦シリーズ』に登場する、バンプレストオリジナルの架空のスーパーロボットである。

## 概要
『第4次スーパーロボット大戦』（『第4次』）で、スーパー系主人公機として初登場した。
アメリカのテスラ・ライヒ研究所（テスラ研）にて対異星人用に開発された特殊人型機動兵器。Gシリーズとも呼ばれる。重装甲、火力重視（胸部からの光線など）と、ゲシュペンスト（Mk-II）・タイプSのコンセプトや技術が生かされている。各機専用の剣による斬撃と、変形による汎用性の高さが特徴。変形機構との兼ね合いから、胴体が小さく脚部が大きい体型も独特である。パーソナルトルーパーでは対処できない強大な敵機との戦闘を想定して設計されており、破格の出力と攻撃力を誇る。
名前の由来は「グルン（GRUN）と回ってガスッと（GUST）変形」という意味からと流布されているが、生みの親である阪田雅彦は「完全にゴロですね。まったく意味はありません。力強さを出すために濁音を含ませ、『ン』を入れたくらいです」と雑誌のインタビューで語っていた。
デザインはすべて宮武一貴が手がけている。

## 用語
特機
αシリーズ
「特殊人型機動兵器」の略。いわゆるスーパーロボットの作中における総称。一般には見られない特殊な技術が導入されており、1機のみしか建造されていない、規格外の大出力、堅牢な装甲などの特徴を持つ。
Nervのメンバーがアーガマ隊を「特機の混成部隊」と称したのが初であり、「原作にそんな名称はないが、Nervっぽい呼称を考えてみた」とプロデューサーの寺田貴信が発言している。
OGシリーズ
「特殊人型機動兵器」の通称。特機構想（後述）のコンセプトから、特機は基本的に近接戦闘に特化した大型機となっている。また副次的要素として知的生命体に対する心理的な威圧効果も考慮されている。代表はグルンガストシリーズ。そのほか類似した機体特性をもつジガンスクードやDGG系列機、コンパチブルカイザーなども特機タイプに分類される。

特機構想
OGシリーズ
地球圏防衛委員会が計画した兵器開発構想。PTの標準的な装備である射撃武器では一般的に弾体に速度を与えることで運動エネルギーを獲得しているが、装甲や異星人特有の防御障壁（バリア）などの防御手段によっては弾速が軽減され、決定打を与えられない事態が想定された。そのような場合に備え、速度よりも巨体による大質量をもって運動エネルギーを増し、確実なダメージを与える機動兵器の開発計画が考案された。これを「特機構想」と呼び、この構想に基づいてグルンガストシリーズが開発された。EOT審議会からの圧力を回避するため、またコストよりも性能を重視した機体を開発する必要性もあり、特機の開発はEOTI機関ではなくテスラ研に依頼された。

## 採用技術
プラズマ・リアクター
炉心を臨界まで稼動させることで一時的に高出力を得ることができるプラズマ・ジェネレーターの派生型。ゲシュペンスト・タイプSやグルンガスト系列の機体に搭載されており、内蔵火器を使用する際にエネルギーを供給している。零式の艦載用核融合ジェネレーターよりも小型で、エネルギー変換効率に優れている。グルンガスト（壱式）開発時、ゲシュペンストMk-II・タイプSの改良型プラズマ・ジェネレーターのデータを元にして完成した。
TGCジョイント
グルンガスト系列機の関節部に用いられている技術。テスラ・ドライブ開発過程で前進した重力制御理論を応用し、慣性質量を制御することで、数百tもの大重量がかかる関節部の負荷を軽減させており、関節部分の駆動にも効果を発揮している。TGCジョイントの登場によって、巨躯を持ちながら実戦に耐えうる特機の開発が現実的なものとなった。
VG合金
グルンガストシリーズの装甲に用いられている素材で、EOT解析によって開発された。活性金属の一種。「可変形状合金（Variable Geometric Alloys）」の略称。「可変形状装甲」とも呼ばれる。金属粒子レベルで分離・結合を行い、特定の信号を送ることで記憶させた形状に変化させる特殊な合金。これにより、グルンガストシリーズは形状・構造的に多少無理がある変形を可能としている。ただし一定以上の金属粒子が集合していないと強度が保てない欠点があり、特機サイズでなければ装甲材としての強度を確保できない。『ジ・インスペクター』（以下『OGIN』）第5話ではグルンガストとスレードゲルミルの戦闘中、形状変化信号の干渉によりグルンガストの脚部が変形する場面が存在。

## グルンガスト零式
以下、英字武器名称のあるものは北米版『OG』における表記。北米版『OG』で名前が違うものは（日本版 / 北米版）の順に表記する。
特機構想に基づき、最初に開発されたグルンガストの試作機。「零式」の読みは「レイシキ」。剣撃戦に特化しており、巨大な実体剣「零式斬艦刀」を装備。後の系列機にみられる変形や分離・合体などの機構は持たない。
PTと同様、OSはTC-OSを使用。OSに登録されたモーションパターンは接近戦、剣撃戦に重点が置かれており、示現流の師範であるリシュウ・トウゴウがモーションパターンの製作を担当している。そのため、同じく示現流の使い手であるゼンガー・ゾンボルトくらいにしか乗りこなすことができない。ゼンガーがダイゼンガーに乗り換えた後は操縦システムに改良を加え、リシュウの搭乗機となった。
動力源には宇宙航行艦のサブ・ジェネレーターに用いられていた核融合ジェネレーターを流用。背部の大推力スラスターによって単独での大気圏突破が可能である。後にテスラ研で改造された際、プラズマ・リアクターに換装されている。
武装
ブーストナックル (Boost Knuckle)
肘から先を飛ばす、いわゆるロケットパンチ。ATS（自動追跡装置）を内蔵しており、パイロットによる制御も可能。大質量による攻撃というコンセプトに忠実な武装であり、以降の系列機にも採用されている。リシュウは「噴射拳」と呼称。
元ネタはOVA『破邪大星ダンガイオー』の主役ロボット・ダンガイオーが使う、同名の必殺技。
ハイパー・ブラスター (Hyper Blaster)
胸部からの熱線放射。重力場により仮想の砲身を構築して放射する。グルンガストのものとは違い開閉ギミックがなく、直接発射される。リシュウは「超絶熱線砲」と呼称。
零式斬艦刀 (ColossalBlade)
機体の全高を上回る全長82mのブロードソード。単独での飛行が可能なほどの大量のスラスターが付いており、使用時の莫大な負荷を緩和する。性質上、切れ味よりも大質量で叩き斬ることを目的としている。『ディバイン・ウォーズ』（以下『DW』）などでは斬撃時に刀身のスラスターを噴射させ、威力を増加させている描写がある。刃部分は単分子ブレード、表面を走る赤いラインは超高周波振動帯となっている。作中でも言われるように、見た目は巨大な出刃包丁。これを用いた攻撃を、ゼンガーとリシュウは「斬艦刀・疾風怒濤」と呼称。『Record of ATX』では「斬艦刀・大車輪」も使用したほか、その巨大さを利用して基地から射出した斬艦刀をメギロートの群れにぶつけたり、戦闘機に対する障害物として設置することで激突させるなどの使用法が見られた。
GBA版『OG』では使用時に飛来する斬艦刀を掴み、斬り上げる（むしろ打ち上げる）ように攻撃。『OGs』では零式の基本グラフィックが片手で斬艦刀を持つ姿に変わり（ブーストナックルやハイパー・ブラスターの使用時は放り出す）、攻撃時はおもむろに両手で構え大上段から叩き潰す演出に変わった。『OG外伝』ではゼンガーの搭乗時のみカットインがある。『第2次OG』では斬艦刀を使用した技が「疾風迅雷」と「疾風怒濤」に分かれ、リシュウのカットインも追加された。
APTGMランチャー
脚部に装備されたミサイルランチャー。『第2次OG』で追加。

デザイン
カラーリングは黒と黄色を基調とする。他のグルンガストに比べると、表情が険しい。ジェネレーターは、大きく突き出た両肩に収められている。背部には、多数のスラスターを備えた斬艦刀剣撃用トリムバランサーを有する。両腕の突起はパンチングインパクト衝角。設定資料集などの解説では、知的生命体への心理的効果（威圧感など）を考慮した外見とされている。
劇中での活躍
OG
DC戦争時、コロニー統合軍に就いたゼンガーが操り、ヒリュウ改の脅威となった。L5戦役中に自軍へ復帰。
OG2
未登場。テスラ研でゼンガーの参式が戦闘不能になった際、零式は解体中である旨の会話がある。
OG2.5、OG外伝
かつての弟子ムラタの凶行を止めるべく、リシュウが搭乗。『OG外伝』ではゼンガーを乗せることが可能。
第2次OG
リシュウが搭乗し、バラルの尖兵であるククルと対峙する。ゼンガーの乗り換えも可能。

## グルンガスト壱式
グルンガスト系の中で最も総合力に優れ、超闘士 (Super Fighter / Ultimate fighting machine) の異名を持つ。OGシリーズでは同系列機の名称に合わせて「壱式」と呼ばれることがある。「スーパーロボット」の名に恥じない機体の開発を望むジョナサン、ロバート両博士の意向により、大型戦闘機形態（ウィングガスト）および重戦車形態（ガストランダー）への変形機能を有する。戦闘能力や汎用性は高いが、扱いが難しく整備性にも問題を残している。
先のグルンガスト零式のフレームと、マオ社から供与を受けたゲシュペンストMk-II・タイプSの動力データを元に開発された。なお、マオ社に対しては動力データの返礼として、変形データのノウハウが提供された。
5種類の頭部バリエーション（星型・獅子型・龍型・虎型・鷹型）が存在。1・3号機には「星型」、2号機には「獅子型」が採用された。「鷹型」はグルンガスト弐式の頭部の原型となった。「龍型」「虎型」は後継機に使用する予定があったとされるが、詳細は不明。
2号機のみ操縦系にT-LINKシステムを使用しており、念動フィールドを展開可能。
武装
オメガレーザー
中射程の光線。OGシリーズには未登場。
ブレイククロス
十字手裏剣。OGシリーズには未登場。
ブーストナックル
拳を固め、肘から先を射出する。
ファイナルビーム / グルンガストビーム (Final Beam)
胸部から発射されるビーム。『OGs』では装甲が開き、内部機構が現れるギミックが追加された。『第4次/S』では名称が「グルンガストビーム」で、全身からエネルギーを放射するような描写となっている。機体名称を変更すると、武器名もそれに合わせて変更される。
計都羅睺剣（けいとらごうけん） (Calamity Sword)
背部のウイング内に収納されている両刃の剣。名前の由来はインド神話や九曜にて吉凶を司る星、計都と羅睺から。DC戦争シリーズやGBA版では空中から剣を召喚するように描写されたが、『OGs』では設定通りにウイングから抜き出す。
ダブルオメガレーザー (Double Omega Laser)
オメガレーザーを転用。
オメガ・キャノン (Omega Cannon)
グルンガストのバインダー部をガストランダーの主砲に用いる。全形態中、最も長射程。
ビッグ・ミサイル (Missile)
大型ミサイル。グルンガスト形態における脚部に収納。
スパイラル・アタック (Spiral Attack) / ドリル・アタック (Drill Attack)
機体を円錐状のエネルギーフィールドで覆い、突撃する。
必殺技
計都羅睺剣・暗剣殺（けいとらごうけん・あんけんさつ） (Darkness Slash)
計都羅睺剣で敵機を水平に両断（DC戦争シリーズ、GBA版『OG』）、あるいは十文字に斬りつける（『OG2』以降）。暗剣殺は九星の方位で大凶の方角。漢字で技名が浮かぶ演出がある。
Gコンビネーション
『V』で設定された戦闘パターン。ウィングガストに変形し、ビッグ・ミサイルとダブルオメガレーザーで攻撃しながら敵機に接近。その後ガストランダーに変形し、オメガ・キャノンを連射しつつドリル・アタックで突撃する。

デザイン
機体色は1・3号機が青、2号機は朱色ベース。つま先部分は回し蹴り用の超硬度インパクトヘッド。また、設定のみの存在として両襟部分に4枚×2の手裏剣ミサイル、脇部分にハンドグレネード、両脹脛部分のハッチに6発×2のミサイルを装備している。2号機のデザインはしばらく詳細不明だったが、『DW』にて赤い全身と獅子型ヘッドを初披露した。

劇中での活躍
DC戦争シリーズ
アメリカ合衆国がゲッターロボなどの日本のスーパーロボットに対抗するため、テスラ・ライヒ研究所と軍事企業グレイマン社が共同開発していた。しかし、DC戦争後に地球連邦軍が誕生して国家の枠組みが廃されたことにより、一国家を優位に導く構想は疑問視されて開発は中座。その後、機体の有用性を認めた破嵐財閥が資金援助を行い、完成に至った。完成した本機は、テスラ研の所長の子供に誕生日プレゼントとして与えられた。破嵐財閥の援助を受けたこともあり、機体思想はダイターン3を参考にしている。操縦系に脳波制御を使用し、武器名を叫ぶことで攻撃する。脳波を同調させている主人公でなければ操縦できない。なお、開発中の試作機としてゲシュペンストが制作された。『第4次/S』では機体の名称やカラーリングを変更できたが、『F完結編』では変形シーンの映像がCGムービーで制作されたため、機体名のみ変更可能。また、フルボイス化された関係でグルンガストビームがファイナルビームに変更された。量産された場合のため、頭部パーツには色々なバリエーションが用意されているらしいが、実装されている様子は未確認。
PS版『F』予約特典のドラマCDではテスラ研が襲撃された際、アキラ・カミヤ教官が搭乗し、魂の叫びを見せている。
α
設定や会話に登場する。テスラ研で2機が開発され、完成後共に連邦軍極東支部へ送られ、PTXチームで使用された。その後、1機は極東支部でロバートにより、グルンガスト改に改造された。
OGシリーズ（GBA版）
3機が存在。1号機はジョナサンがテスラ研からラングレー基地に持ち込み、その後に極東へ送られ、イルムが受け取る。脳波制御装置が不調のため、マニュアルで操縦することになった。2・3号機は極東支部に配備されていたが、2号機はオーバーホールのためにテスラ研へ戻され、以後の所在は不明。3号機はリンがPT開発の参考資料にするため、軍を辞める際にマオ社へ持ち帰った。L5戦役中にリンまたはヴィレッタが搭乗して実戦に参加（ヒュッケバイン008Lの入手条件を満たさない場合）。1号機とは武装の性能が若干異なる。『OG2』には、1号機のみが登場した。
『OG』リュウセイ編終盤に、エアロゲイターによる複製のグルンガストが出現。複製グルンガストは計都羅睺剣・暗剣殺が使えないが、「壱式爆連打」という武装がある。しかし、この武装を使わせても戦闘デモが強制的にカットされてしまうため、どのような技かは不明。
DW
ヒュッケバイン009に代わり、グルンガスト1号機が早い段階でハガネに搬入された。2号機はヒュッケバインMk-IIの代わりとして、ブリットが搭乗。
OGs
1号機はGBA版と同様。2・3号機が極東支部に配備されていた設定が廃された。『OG1』でリンかヴィレッタが乗るグルンガストは2号機に変更され、3号機が登場しなくなった。『OG2』ではテスラ研にある2号機がプロジェクトTDの模擬戦に参加し、後に自軍で使用可能。
OGIN
イルムの1号機が登場。スレードゲルミルやグレイターキンと互角に渡り合い、最終話ではアインストによる複製機「ノイグルンガスト」にとどめを刺すなど、活躍した。前作でブリットが使用した2号機は登場せず、彼の初期搭乗機には量産型ビルトシュバインが設定された。第1話で描かれた「向こう側」の世界では、ベーオウルフにSRXが倒された後のカットでグルンガストの腕が転がっており、何者かに撃破された模様。
V
ニコラ・ヴィルヘルム研究所アメリカ支部が開発したスーパーロボット。変形はオミットされているが、Gコンビネーションを使用すると戦闘デモでウィングガストおよびガストランダーに変形する。

### グルンガスト改（Ver.OG）
グルンガストを強化改造した機体。『α』におけるグルンガスト改とはデザインが異なる。ビーム・キャノンやハイパー・ブーストナックル等の新武装を備え、増加パーツのラウンデル・ウイングを装備したことで機動力も向上している。この状態でも、ウイングガストやガストランダーへの変形が可能。また、本体にも改修が加えられている。機体のカラーリングは改修前と同様。
劇中での活躍
『第2次OG』から登場。イルムが搭乗し、マサキルートの序盤に自軍に参入する。地上に戻った後は鋼龍戦隊の所属となる。ただし、どのような経緯で改造されたのかに関してはシナリオ中で一切触れられていない。同様の経緯の機体にビルトラプター・シュナーベルがいる。

武装
ハイパー・ブーストナックル
より威力が強化されたブーストナックル。
ダーク･ロック
クナイ状の投擲武器。一度に複数基を投げつけた後、接近して格闘で追い討ちをかける。
8連ミサイル･ランチャー
ラウンデルウイング内に水平に内蔵されたミサイル。
アルティメット･ビーム
ファイナルビームとビームキャノンを同時に発射する。ファイナルビームより大幅に射程が長くなっている。
ツイン・ビームキャノン
ウイングガスト改で使用。ビーム攻撃であるがゲームでは格闘扱いになっている。
ガスト・バースト
ガストランダー改で使用。一斉射撃の後にドリル・アタックで突進する。

必殺技
計都羅睺剣・暗剣殺（けいとらごうけん・あんけんさつ）
計都羅睺剣で敵機を十文字に斬りつける。なお、通常の計都羅睺剣は単体の武装から外れている。
計都羅睺剣・五黄殺（けいとらごうけん・ごおうさつ）
計都羅睺剣で上空から斬りつけ、さらに斬り上げることで敵機をV字状に斬り裂く。「五黄殺」は「暗剣殺」と逆の方角で、凶方位とされる。

## グルンガスト弐式
SRX計画で開発されたグルンガストの量産試作機。飛行形態「Gホーク」への変形機構を備えるが、生産性を向上させるために重戦車形態への変形機構や一部武装が省かれており、総合的な攻撃力は壱式にやや劣る。扱いの難しさも解消されていないため、αシリーズやOGシリーズの1号機にはT-LINKシステムを搭載し、操縦補助に用いている。通常のパイロットでも操縦および全武装の使用が可能だが、念動力者が搭乗すると念動フィールドを展開可能となる。なお、ドラマCDの設定には、SRG-02のヴァリエーションとしてトライアル用のTSR-02が3機のみ生産とある。
武装
アイソリッド・レーザー (Eye Laser)
目から発射される光線。
弐式爆連打
連続パンチ。OGシリーズでは1号機には未装備だったが、『OGDP』から登場の2号機と『OGMD』に登場した3号機に装備されている。
ブーストナックル
他のグルンガストと異なり張り手状態で使用。『OGs』では両手同時に射出する。念動力による操作も可能。
マキシ・ブラスター (Maxiblaster)
胸部から発射されるビーム。『α』では射程1で移動後使用可、OGシリーズでは長射程で移動後使用不可と仕様が異なる。『OGs』では全体攻撃。『OGDP』以降、装甲値ダウンの特殊効果が追加された。
スプリットミサイル (Split Missile)
同名のPT用ミサイルとは形状が異なり、弾体は矢尻状。
APTGMランチャー
2・3号機に搭載。零式や参式と同様のミサイルランチャー。

必殺技
計都瞬獄剣（けいとしゅんごくけん） (Doomblade)
専用の長剣を用いた必殺攻撃。柄の部分を握ると同時に展開する刀身の厚みが原子1つ分しかなく、空間ごと敵を両断する。計都羅睺剣とDCから流出したディバイン・アームの技術を基に開発された。『α』では追加装備、OGシリーズでは初登場時から使用可能。
計都瞬獄剣・本命殺（けいとしゅんごくけん・ほんめいさつ）
『OGDP』以降に通常の瞬獄剣に代わって追加された、2・3号機の必殺技。刀身を展開した状態で突進し、敵機の背後に回った後で円形に薙ぎ払うように斬りつける。
「本命殺」は「五黄殺」や「暗剣殺」と同様に凶方であり、自分の本命星が在座している方位での災禍。

デザイン
青地に黄色と白を基調とし、直線を多用したデザインで壱式よりもシャープなイメージとなっている。
劇中での活躍
αシリーズ
グルンガストシリーズ唯一、「準特機型パーソナルトルーパー」に分類される。SRX計画においてDC日本支部で開発された機体。スーパー系主人公の場合、念動力の素質を持つ主人公が通う東城学園に故意に輸送機を墜落させ、主人公が偶然の形で乗り込むように仕組まれた。リアル系主人公の場合は、イルムに救出された主人公の恋人が極東支部から奪取して使用する。コミック作品集『スーパーロボット大戦トリビュート〜α編〜』収録の「孤高の勇者（前編）」（マクロスとロンド・ベル隊が木星圏にデフォールドしてから2週間後が舞台）の中には「量産型グルンガスト コマンダー・カスタム」なる機体が登場し、南アタリア島の防衛に当たっているが、機体についての詳細は不明。
OGシリーズ
3機が存在。うち1機がDC戦争後の模擬戦で初登場し、ハガネ隊に配備される。イングラムがエアロゲイター側に帰還する際、クスハが乗った本機も連行した。後に敵として出現するが、クスハ共々奪還に成功する。『OGクロニクル』収録の『狡兎死して走狗煮らるか？』およびそれを元にした『OGs』のシナリオではブリットが搭乗し、『OG2』のEDではタスク・シングウジが使用した。『DW』にも登場したが、『OGIN』ではシミュレータによる模擬戦のみの出番となった。
『第2次OG』では直接の登場はないが、損傷した龍王機を修復するため、解体された本機のパーツが使用された。
『OGDP』では2号機（機体のカラーリングは赤）が登場する。ヨンが他の物資と共にラ・ギアスへ持ち込み、輸送機代わりに使用される。専任パイロットはなし（乗り換えられるのはアルバーダ、セレーナ、ヨン）。終盤にて、インスペクター事件の際にゾヴォークに接収された機体であることが判明する。
『OGMD』では『第2次OG』で解体された1号機に代わり、3号機が登場。3号機の武装は2号機に準じるが、カラーリングは1号機と同じ青で念動フィールドの展開も可能。2号機同様に専任パイロットは未設定。ビギナーズモードもしくは2周目以降であれば、2号機も同時に加入する。
スーパーロボットスピリッツ小説
ヒュッケバインMk-IIとともに、正式採用され特機タイプのPTとして少数生産された。更迭されたリュウセイが所属していた、カイ・キタムラ率いる第14PT中隊などが使用するが、メギロートにはまったく歯が立たなかった。

### グルンガスト改（Ver.α）
2機建造されたグルンガストの1機が、ロバート・H・オオミヤによって改造された機体。黒いカラーリングで通称は「ブラック」。弐式のプロトタイプで、弐式を凌駕する性能とほぼ同じ外観を備えている。完成後は参式のベースとなった。
強度確保を目的に変形機構は廃止されたが、グラビコン・システムを搭載しており、飛行可能でグラビティ・テリトリーを展開可能。ゲームオプションの図鑑では動力源がトロニウム・エンジンと記述されているが、劇中でトロニウムの使い道が明かされた際には言及されておらず、詳細は不明。
劇中での活躍
主人公がリアル系の場合のみ登場。SRX計画に危機感を抱いたイルムが奪取し、条件を満たすと終盤に自軍へ参入する。耐久性が高く、グラビティ・テリトリーも装備。グラフィックは弐式のカラーリングを変更したもので、計都羅睺剣・暗剣殺がオミットされた代わりに改式爆連打が追加されており、計都羅睺剣が最強兵器となっている。

### 量産型グルンガスト弐式
αシリーズに登場。グルンガスト弐式の量産型で、変形機構や外観は試作機とほぼ同じだが、計都瞬獄剣やT-LINKシステムは省かれている。量産型ヒュッケバインMk-IIの制式採用により、本機の生産は少数にとどまった。
劇中での活躍
α外伝
少数生産された機体が量産型ヒュッケバインMk-IIと共にムーンクレイドルに配備されていたらしく、未来世界で無人の拠点防衛用兵器として同機体と共に大挙して出現する。難易度が低い場合にはリュウセイの搭乗機となる。ロボット図鑑登録にはこのリュウセイ機が必要（敵の機体と戦っても、図鑑に登録はされない）。
DC戦争シリーズ
PS版『F』の初回特典ドラマCDにてグルンガストの量産計画があったことが明かされるが、大戦終結までに間に合わなかった。そのため、量産計画自体がお蔵入りになっている。

## グルンガスト参式
壱式を基に開発された新型グルンガスト。上半身を構成する大型戦闘機（Gラプター）と、下半身を構成する重戦車（Gバイソン）の分離・合体式。
2号機は液体金属を使用した新型の参式斬艦刀を装備。合体した形態のまま、ゼンガーが単独で操縦する。
武装
アイソリッド・レーザー
目から発射される光線。
参式爆連打
連続パンチ。参式自体が使用したことはないが、パーツを流用した虎龍王が使用。
ドリル・アタッカー
ドリル状の背部スラスターを腕に装着しての攻撃。虎龍王が使用するヴァリアブル・ドリルに似た技である。
ドリル・ブーストナックル (Drill Knuckle)
ドリル状の背部スラスターを腕に装着して射出する。ドリル無しで通常のブーストナックルとしても使用する。
オメガ・ブラスター (Omega Blaster)
胸部から発射されるビーム。広範囲への攻撃が可能となっている。
Gコンビネーション
分離してGラプターからオメガ・ビームとスプリットミサイルを、Gバイソンからドリル・ブーストナックルをそれぞれ発射、さらに合体してドリル・アタッカーを叩き込む。
APTGMランチャー
グルンガスト零式と同様、『第2次OG』で追加されたミサイルランチャー。
参式斬艦刀 (Type 3 Blade)
2号機のみの装備。通常時は日本刀型だが、液体金属で刀身を覆うことによって超大型の両手剣となる。刀身の形状はある程度の変形が可能で、攻撃の際にはククリのような形になることが多い。零式斬艦刀より取り回しが容易になった。後にダイゼンガーの武器として使用されることになる。『第2次α』でこれを用いた攻撃は「斬艦刀・一文字斬り」だったが、『OG2』では零式同様「斬艦刀・疾風怒濤」と呼称するようになった。『OGs』では零式と同じ振り下ろす攻撃に演出が変更された。
参式獅子王刀
特機サイズのシシオウブレード。1号機に装備予定だったが、1号機が龍虎王に取り込まれ消滅したため、3号機に装備された。『OG外伝』では連続斬りを行なう。
『第2次OG』ではこれを用いた攻撃が「獅子王刀・歳破」に変更。刀を構えた後に突進し、敵機を一刀両断する。「歳破」も凶方角の名称。

デザイン
初出はスレードゲルミルの方が先であり、そこから逆算する形でデザインされた。スラスター部分がドリル状なのも、その影響である。
機体色は赤銅色を基調とし、他のグルンガストより渋い印象である。
劇中での活躍
αシリーズ
1号機はT-LINKシステムとトロニウム・エンジンを搭載していた。『α』スーパー系主人公の場合は、主人公の搭乗を予定して北京で調整されていたが、イングラム不在によりトロニウム・エンジンの調整が難航していたところを、素晴らしきヒィッツカラルドの襲撃を受け実戦投入前に大破している。その後、コックピット周りのパーツ（T-LINKシステム）は主人公の新たな乗機となった龍虎王に、リンクをより強いものとするために組み込まれた。このため、『α』では実際の姿は画面上に登場していない。
2号機はゼンガーと共にアースクレイドルに眠っていたが、『第2次α』でククルの襲撃を受け起動。ソフィアから参式斬艦刀を受け取りククルを退け、以降はアースクレイドルを離れ封印戦争に参加した。最後はククルとの戦闘で大破するが、斬艦刀はダイゼンガーに引き継がれた。分離は不可能で、元の仕様に戻すことも検討されたがゼンガーの実力についていけるパイロットが一人しかおらず、その人物は当時不在であったこととゼンガー自身が望まなかったこともあって却下された。仮にその人物が乗った場合、参式は黒くなっていただろうと語られている。一方、イージス計画の実行されなかった未来（＝『α外伝』の未来世界）では、アンセスター内乱時に暴走したマシンセルにより、スレードゲルミルへと変異した。
3号機は未登場。
OGシリーズ
グルンガストシリーズで最大のサイズと出力、攻撃力を持つ。T-LINKシステムを搭載した1号機には、ブリットとクスハが搭乗したがペルゼイン・リヒカイトとの戦闘で大破し、龍虎王に取り込まれ消滅。特機用シシオウブレードとトロニウム・エンジンの搭載が予定されていた模様。2号機はレーツェルによってゼンガーの元へ届けられ彼の愛機となるが、ガルガウとの戦闘で大破。斬艦刀はダイゼンガーに引き継がれた。3号機はブリットとクスハがペトロパブロフスク・カムチャツキー基地へ向かう際に与えられた。基本的には1号機と同じ仕様だが、テスラ・ドライブを搭載し飛行可能。地中潜行能力も披露し、参式獅子王刀も装備。
3号機はGラプターとGバイソンの両方にパイロットが搭乗していないと参式として出撃できない制約がある（『第2次OG』の一部強制出撃シナリオを除く）。
シャドウミラーのいた「向こう側」の世界においても参式が開発されていた模様。テスラ研から奪取された後に「こちら側」でマシンセルにより、スレードゲルミルとなっている。ただし、シャドウミラーの奪取した参式が「こちら側」における2号機に当たる機体なのかは不明。
OGIN
本作ではクスハがテスラ研脱出の際に弐式を持ち出していないため、合流後はブリットの補佐として1号機のサブパイロットを務める（そのため運用期間がゲームより長い）。ウィニペグでの戦闘でアインストレジセイアに追い詰められ中破。その直後に龍王機・虎王機に喰らわれ、取り込まれて消滅。龍王機・虎王機がアインスト空間に介入した際、アインストレジセイアに破壊された右足と左腕を吹き飛ばされている。
ゼンガーの2号機は、1号機と区別のため零式に酷似した黒系のカラーリングに変更されている。ゲーム同様ガルガウの攻撃を受け中破、さらに追撃を仕掛けるレストジェミラを振り払うため下半身を捨て、上半身（Gラプター）のみの形態でダイゼンガーの格納庫手前まで飛行・不時着し、役割を終える。

### ゲーム
- DC戦争シリーズ
  - 第4次スーパーロボット大戦 / 第4次スーパーロボット大戦S
  - スーパーロボット大戦F / スーパーロボット大戦F完結編
  - 全スーパーロボット大戦 電視大百科
- αシリーズ
  - スーパーロボット大戦α
  - スーパーロボット大戦α外伝
  - 第2次スーパーロボット大戦α
- OGシリーズ
  - スーパーロボット大戦ORIGINAL GENERATION
  - スーパーロボット大戦ORIGINAL GENERATION2
  - スーパーロボット大戦OG ORIGINAL GENERATIONS
  - スーパーロボット大戦OG外伝
  - 第2次スーパーロボット大戦OG
  - スーパーロボット大戦OG ダークプリズン
  - スーパーロボット大戦OG ムーン・デュエラーズ
- 3部作シリーズ
  - スーパーロボット大戦V
  - スーパーロボット大戦T

### 書籍
- バンプレスト『Super Robot Wars Original Generation Official Book』2002年。（『OG1』購入特典）
- バンプレスト『SUPER ROBOT WARS ORIGINAL GENERATION 2 OFFICIAL BOOK』2005年。（『OG2』購入特典）
- バンプレスト『Super Robot Wars OG ORIGINAL GENERATIONS Official Perfect File』2007年。（『OGs』購入特典）
- バンプレスト『Super Robot Wars OG Official File GAIDEN』2007年。（『OG外伝』購入特典）
- 『電撃攻略王スペシャル スーパーロボット大戦大辞典』発行：メディアワークス、発売：主婦の友、1996年。ISBN 4-07-304651-9。

### プラモデル
- コトブキヤ S.R.G-S-025 NONスケール 「グルンガスト零式」2008年7月
- コトブキヤ S.R.G-S-031 NONスケール 「グルンガスト参式」2009年3月